# Philippe-Jacques van Bree
Philippe-Jacques van Bree, irmão de Mattheus Ignatius van Bree, foi um pintor flamengo (Antuérpia, 1786 - Bruxelas, 1871). Estudou em Antuérpia, em Paris (onde foi aluno de Girodet), e Roma; visitou a Alemanha e a Inglaterra. Pintou temas históricos, joviais e arquitetónicos. Foi conservador dos Museus Reais de Belas-Artes da Bélgica em Bruxelas.

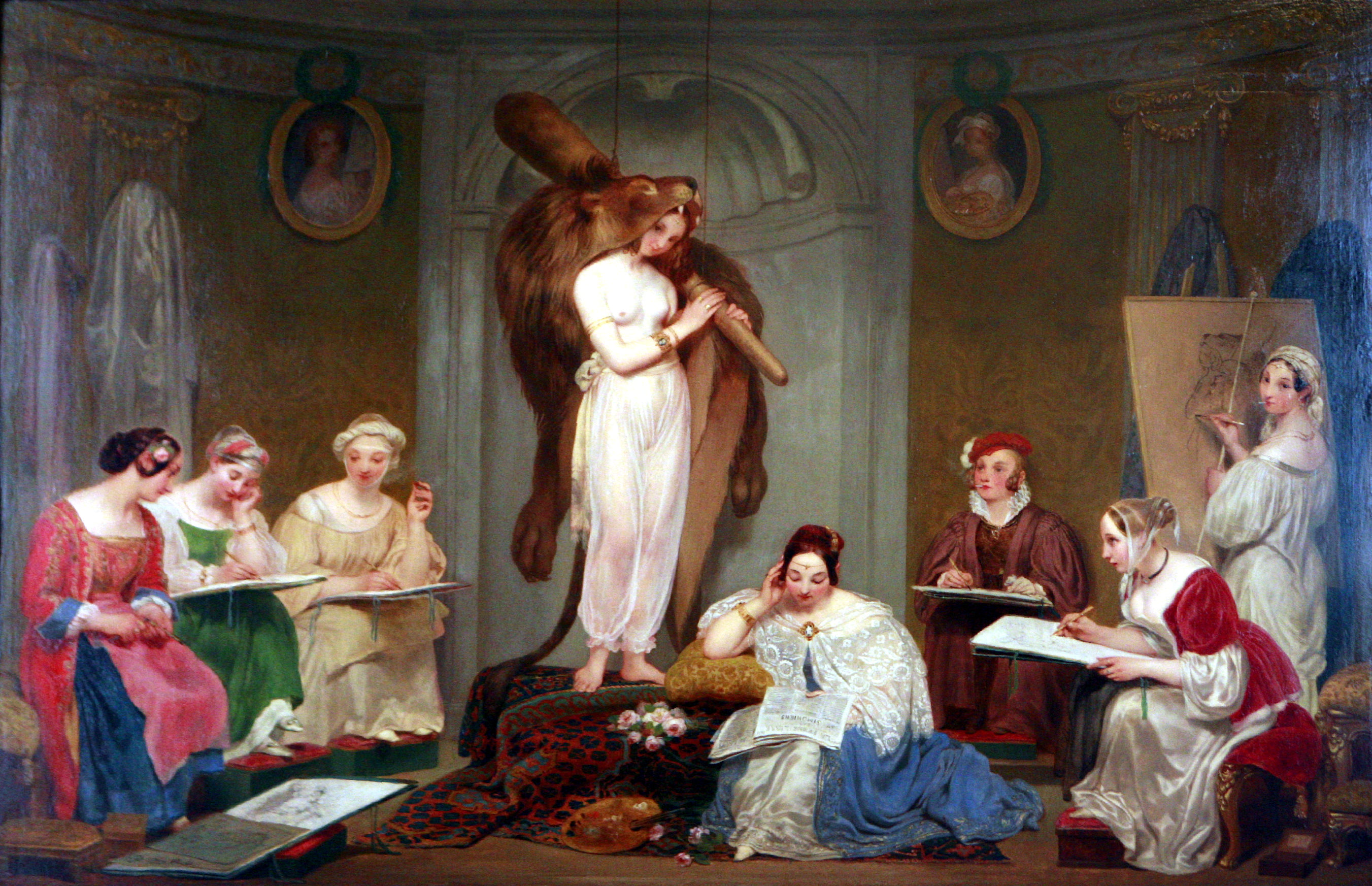
Estúdio de pintoras, 1831 Museus Reais de Belas-Artes da Bélgica
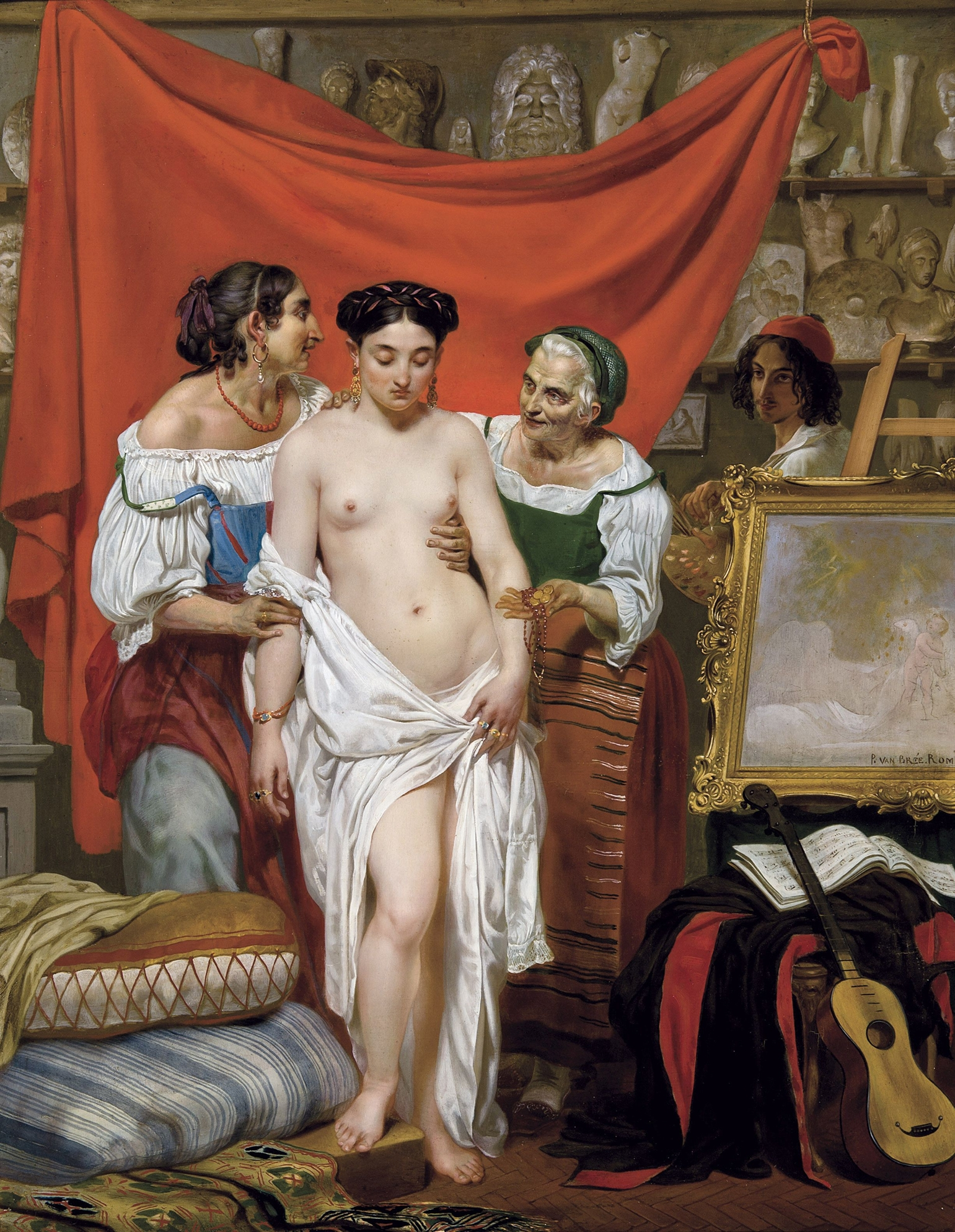
Primeira pose. Estúdio do artista em Roma, 1833 Col. privada
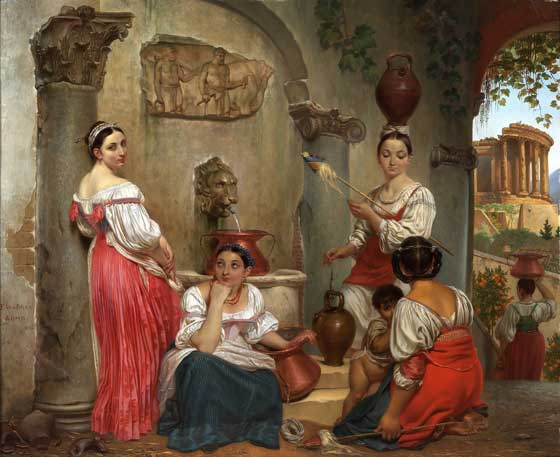
Junto À fonte, 1832. Col. privada